# Oguri Tadamasa
Oguri Tadamasa (japanisch 小栗 忠順; geboren 16. Juli 1827 in Edo (Provinz Musashi); gestorben 27. Mai 1868) war ein japanischer Beamter des Tokugawa-Shogunats.

## Leben und Werk
Oguri Tadamasa, ein hochrangiger Hatamoto, begann seine Laufbahn als „Metsuke“ (目附), also als eine Art offizieller Aufpasser der Regierung, bei der Japanische Gesandtschaft in die Vereinigten Staaten 1860. Als Finanzverwalter (Kanjō bugyō, 勘定奉行) des Shogunats setzte er alles daran, die Stellung des Shogunats zu stärken, die Daimyō mit ihren großen Domänen zu schwächen, eine vereinigte Nation zu schaffen.
Oguri entwickelte eine gute Beziehung zum französischen Generalkonsul in Japan, zu Léon Roches, der ihn finanziell und militärische bei seinen Vorhaben unterstützte. Oguri richtete in Yokohama eine Schiffswerft ein, formte Unternehmen so, dass der Staat ein Monopol beim Handel mit dem Ausland erreichte. Er richtete die Armee und die Marine nach westlichem Vorbild aus und entwickelte einen Plan, die Mittel dafür mit besonderen Steuern zu finanzieren.
Als entschiedener Gegner der kaiserlichen Regierung in Kyōto wurde er von Shōgun Tokugawa Yoshinobu Anfang 1868 entlassen. Er wurde beim Verlassen Edos von kaiserlichen Agenten festgenommen und von der neuen Regierung am 27. Mai – als einzige wichtige Persönlichkeit des ehemaligen Shogunats – hingerichtet.